# Tacaé-do-sul
O tacaé-do-sul (Porphyrio hochstetteri) é uma ave gruiforme da família Rallidae, endémica da Nova Zelândia. Encontra-se ameaçada de extinção.
O tacaé-do-sul é o maior ralídeo existente na actualidade, com cerca de 63 cm de comprimento. É uma ave possante, com patas fortes e bico triangular compacto. As asas são muito curtas e não estão anatomicamente preparadas para voar. A plumagem é colorida, em tons de azul-violáceo, com a zona dorsal de cor verde. Os adultos têm uma máscara facial encarnada e bico amarelo. Os juvenis podem ser identificados pela plumagem baça e acastanhada.

Distribuição do tacaé-do-sul, incluindo santuários

Estas aves habitam as pastagens alpinas da Ilha do Sul da Nova Zelândia. A sua alimentação, exclusivamente herbívora, é composta pelas partes mais tenras da vegetação rasteira da montanha. São aves territoriais, que vivem aos pares. Os ninhos são construídos junto ao solo, debaixo de arbustos, e na época de reprodução as fémeas colocam apenas dois ovos. A taxa de sobrevivência das crias é relativamente alta, entre os 73 e 97%.
Assim como tantos exemplos de ralídeos não voadores, que desapareceram na zona do Pacífico, devido a caça excessiva e introdução de espécies invasoras, nomeadamente roedores, o tacaé-do-sul foi considerado extinto por muito tempo, possuindo seu último avistamento em 1898. Em 1948, no entanto, foi redescoberta uma pequena população no alto das montanhas de Murchinson na Ilha do Sul. O tacaé-do-norte desapareceu totalmente. O sucesso de sobrevivência do tacaé-do-sul deve-se principalmente à inacessibilidade do seu presente habitat, que não apresenta condições favoráveis à vida humana e, como tal, nunca foi colonizado. Apesar disso, a espécie continua ameaçada de extinção e como medida de prevenção, alguns pares foram transferidos, com sucesso, para diversas ilhas ao largo da Nova Zelândia que se encontram desratizadas.